# Slaget vid Fürth
Slaget vid Fürth var ett fältslag under det Trettioåriga kriget som utspelade sig den 3 september 1632 mellan katolska trupper under befäl av general Albrecht von Wallenstein och protestantiska trupper under befäl av kung Gustav II Adolf. De katolska trupperna segrade, vilket tillät den habsburgska armén att storma Sachsen, medan Gustavs styrkor tvingades till reträtt.